# 麻生益良

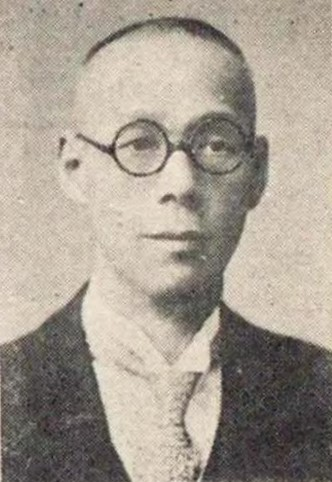
麻生益良

麻生 益良（あそう ますよし、1885年（明治18年）6月 - 1949年（昭和24年）8月1日）は、大正から昭和時代前期の政治家、実業家、銀行家。貴族院多額納税者議員。

## 経歴
醸造業・麻生観八の長男として、大分県玖珠郡、のちの東飯田村（現九重町）で生まれる。県立大分中学校に学んだが病のため中退した。1921年（大正10年）玖珠実業銀行相談役となり、のち同行頭取に就任した。1935年（昭和10年）大分県選挙粛正委員となり、ついで同農地委員、同酒造組合連合評議員、九州水力電気、大分人造羊毛各監査役、森水力電気相談役などを歴任した。
1939年（昭和14年）大分県多額納税者として貴族院議員に互選され、同年9月29日から1947年（昭和22年）5月2日の貴族院廃止まで在任した。在任中は交友倶楽部に所属した。